# Улица Весетас
Улица Ве́сетас (латыш. Vesetas iela) — улица в Риге, в Видземском предместье. На всём протяжении служит границей микрорайона Скансте с Центром и Брасой.
Начинается от улицы Ханзас, ведёт в северо-восточном направлении и заканчивается тупиком после перекрёстка с улицей Зирню. Далее, на протяжении 96 м, трасса улицы продолжается условно, без проезжей части, выходя к улице Сканстес. Общая длина улицы — 1802 метра, длина проезжей части — 1706 м.
Движение по улице двустороннее. Общественный транспорт по улице не курсирует.

## История
Улица Весетас встречается в списках городских улиц с 1932 года под своим нынешним названием, которое никогда не изменялось. Оно дано в честь реки Весета — правого притока Айвиексте. Однако и ранее здесь существовала тупиковая дорога без застройки, ведущая к городскому ипподрому.
Чётная сторона улицы, относящаяся к Центру и Брасе, застроена в 1960—1980-х годах; застройка нечётной стороны (Скансте) продолжается по настоящее время.

## Примечательные здания
- Дом № 7 — Rietumu Capital Centre
- Дом № 8 был построен в 1978—1979 годах для творческих работников на средства Литературного фонда СССР, здесь жили известные писатели, так, например, на одной лестничной площадке были квартиры русского писателя Валентина Пикуля (жил в Риге с 1962 года) и латышского писателя Владимира Кайякса с его женой писательницей Марой Свире[латыш.][4].
- Весь квартал по нечётной стороне, между улицами Малпилс и Яня Дикманя, занимает Олимпийский спортивный центр[англ.] (ул. Гростонас, 6B).

## Прилегающие улицы
Улица Весетас пересекается со следующими улицами:
- Улица Ханзас
- Улица Спорта
- Улица Заубес
- Улица Малпилс
- Улица Яня Дикманя
- Улица Яня Далиня
- Улица Зирню